# 중국공산당 중앙위원회
중국공산당 중앙위원회(중국어 간체자: 中国共产党中央委员会, 정체자: 中國共產黨中央委員會, 병음: Zhōngguó Gòngchǎndǎng Zhōngyāng Wěiyuánhuì 중궈 궁찬당 중양 웨이위안후이[*], 한자음: 중국 공산당 중앙 위원회)는 중국공산당의 최고 권력 기관으로 중국공산당 전국대표대회의 중요한 부분을 차지한다. 의결권을 가진 중앙위원과 의결권이 없는 후보위원으로 구성되어 있다. 중앙위원으로부터 중국공산당 중앙정치국 위원이 선출된다.
중앙위원회의 임기는 5년이다. 중국공산당 전국대표대회 폐회 기간 중에는 전국대표대회의 결의를 집행하고, 당 전체의 활동을 지도하며, 대외적으로는 중국공산당을 대표한다. 전국대표대회의 개최가 연기 또는 앞당겨질 경우 임기도 그에 상응하여 바뀐다. 중앙위원회의 위원과 후보 위원은 5년 이상 당원이어야 한다. 중앙위원회 위원과 후보 위원의 정수는 전국대표대회가 결정된다. 중앙위원회 위원에게 결원이 생겼을 경우, 후보 위원으로부터 득표순서로 보선된다. 중앙위원회 전체회의는 중국공산당 중앙정치국이 소집하여, 매년 최하 한 번은 개최된다.

## 역대 중앙위원회
| 기수 | 의장               | 의장 직함             | 임기                                | 위원 | 후보위원 | 비고                                         |
| ---- | ------------------ | --------------------- | ----------------------------------- | ---- | -------- | -------------------------------------------- |
| 1    | 천두슈             | 중앙국 서기           | 1921년 7월 23일 ~ 1922년 7월 16일   |      |          | 중앙국                                       |
| 2    | 천두슈             | 중앙집행위원회 위원장 | 1922년 7월 16일 ~ 1923년 6월 12일   | 5    | 3        | 중앙집행위원회 제1차 국공합작                |
| 3    | 천두슈             | 중앙집행위원회 위원장 | 1923년 6월 12일 ~ 1925년 1월 11일   | 9    | 5        | 중앙집행위원회 제1차 국공합작                |
| 4    | 천두슈             | 중앙집행위원회 위원장 | 1925년 1월 11일 ~ 1927년 4월 27일   | 9    | 5        | 중앙집행위원회 제1차 국공합작                |
| 5    | 천두슈 취추바이    | 중앙위원회 총서기     | 1927년 4월 27일 ~ 1928년 6월 18일   | 22   | 14       | 취추바이 노선                                |
| 6    | 샹중파 보구 장원톈 | 중앙위원회 총서기     | 1928년 6월 18일 ~ 1945년 4월 23일   | 14   | 13       | 리리싼 노선 →소련 유학파 주도 →마오쩌둥 주도 |
| 7    | 마오쩌둥           | 중앙위원회 주석       | 1945년 4월 23일 ~ 1956년 9월 15일   | 44   | 33       | 국공내전 중화인민공화국 건설                 |
| 8    | 마오쩌둥           | 중앙위원회 주석       | 1956년 9월 15일 ~ 1969년 4월 1일    | 97   | 73       | 대약진운동 문화대혁명                        |
| 9    | 마오쩌둥           | 중앙위원회 주석       | 1969년 4월 1일 ~ 1973년 8월 24일    | 170  | 109      | 린뱌오 2인자                                 |
| 10   | 마오쩌둥           | 중앙위원회 주석       | 1973년 8월 24일 ~ 1977년 8월 12일   | 194  | 124      | 마오쩌둥 사망                                |
| 11   | 화궈펑 후야오방    | 중앙위원회 주석       | 1977년 8월 12일 ~ 1982년 9월 1일    | 200  | 132      | 화궈펑 주도 →덩샤오핑 주도                   |
| 12   | 후야오방           | 중앙위원회 총서기     | 1982년 9월 1일 ~ 1987년 10월 25일   | 210  | 138      | 개혁개방                                     |
| 13   | 자오쯔양 장쩌민    | 중앙위원회 총서기     | 1987년 10월 25일 ~ 1992년 10월 12일 | 175  | 110      | 천안문 항쟁 진압                             |
| 14   | 장쩌민             | 중앙위원회 총서기     | 1992년 10월 12일 ~ 1997년 9월 12일  | 189  | 130      |                                              |
| 15   | 장쩌민             | 중앙위원회 총서기     | 1997년 9월 12일 ~ 2002년 11월 8일   | 193  | 151      |                                              |
| 16   | 후진타오           | 중앙위원회 총서기     | 2002년 11월 8일 ~ 2007년 10월 15일  | 198  | 158      |                                              |
| 17   | 후진타오           | 중앙위원회 총서기     | 2007년 10월 15일 ~ 2012년 11월 8일  | 208  | 167      |                                              |
| 18   | 시진핑             | 중앙위원회 총서기     | 2012년 11월 8일 ~ 2017년 10월 18일  | 205  | 171      |                                              |
| 19   | 시진핑             | 중앙위원회 총서기     | 2017년 10월 18일 ~ 2022년 10월 22일 | 204  | 172      |                                              |
| 20   | 시진핑             | 중앙위원회 총서기     | 2022년 10월 22일 ~                  | 203  | 168      |                                              |

## 같이 보기
- 중국공산당 중앙정치국 상무위원회
- 중국공산당 중앙정치국
- 중국공산당 중앙서기처